# 西田和嗣
西田 和嗣（にしだ かずし、1972年8月19日 - ）は、日本の男性キックボクサー。東京都中野区出身。第3代全日本キックボクシング連盟ヘビー級王者。得意技は左ミドルキックと右ストレート。

## 来歴
1995年、大学卒業と同時にアメリカに渡り、1997年にカリフォルニア州サンフランシスコのフェアテックスジムに入門。
2000年に帰国し、シンサックビクトリージム (S.V.G.) 所属となった。同年12月、オランダにてプロデビュー。
2003年4月6日、K-1 BEAST 2003のオープニングファイトで堀啓と対戦。2R1分11秒、左上段膝蹴りでKO負け。
2003年9月27日、全日本キックボクシング連盟『KNOCK DOWN』で第２代王者安部康博と全日本ヘビー級タイトルマッチで対戦。5R判定で勝利し第3代全日本キックボクシング連盟ヘビー級王者となった。
2005年2月6日、全日本キックボクシング連盟『MOVING』で総合格闘家として活躍していた郷野聡寛と全日本ヘビー級タイトルマッチで対戦。4Rに右ストレートでKO負けし王座から陥落した。同年、引退を表明。
引退後は、アカデミア・アーザ水道橋でキックインストラクターを務めていた。
2008年8月1日、東京都中野区弥生町（中野新橋駅）にトラスティングジムを設立。

## 戦績
| キックボクシング 戦績 | キックボクシング 戦績 | キックボクシング 戦績 | キックボクシング 戦績 | キックボクシング 戦績 | キックボクシング 戦績 | キックボクシング 戦績 |
| --------------------- | --------------------- | --------------------- | --------------------- | --------------------- | --------------------- | --------------------- |
| 15 試合               | (T)KO                 | 判定                  | その他                | 引き分け              | 無効試合              |                       |
| 10 勝                 | 6                     | 4                     | 0                     | 0                     | 0                     |                       |
| 5 敗                  | 3                     | 2                     | 0                     | 0                     | 0                     |                       |

| 勝敗 | 対戦相手               | 試合結果                   | 大会名                                                                                    | 開催年月日     |
| ×    | 郷野聡寛               | 4R 1:33 KO（右ストレート） | 全日本キックボクシング連盟「MOVING」 【全日本ヘビー級タイトルマッチ】                     | 2005年2月6日   |
| ×    | 桜木裕司               | 3R+延長2R終了 判定0-3      | 全日本キックボクシング連盟「DANGER ZONE」                                                 | 2004年9月23日  |
| ○    | 滝川リョウ             | 1R 2:53 KO（左膝蹴り）     | 全日本キックボクシング連盟「Fire Wire」                                                   | 2004年5月16日  |
| ○    | 安部康博               | 5R終了 判定3-0             | 全日本キックボクシング連盟「KNOCK DOWN」 【全日本ヘビー級タイトルマッチ】                 | 2003年9月27日  |
| ×    | 堀啓                   | 2R 1:11 KO（左上段膝蹴り） | K-1 BEAST 2003 〜山形初上陸〜 【オープニングファイト】                                    | 2003年4月6日   |
| ○    | マウリシオ・ダ・シルバ | 2R 1:34 KO                 | 一撃 2.22 ICHIGEKI                                                                        | 2003年2月22日  |
| ×    | コブス・ハイサマン     | 2R 0:18 KO（パンチ）       | 全日本キックボクシング連盟「Brandnew Fight」                                              | 2002年10月17日 |
| ○    | Suzuki 3:26            | 1R 2:22 KO                 | 全日本キックボクシング連盟 「ALL JAPAN KICKBOXING 15th ANNIVERSARY SPECIAL BOUT -CRUSH-」 | 2002年7月21日  |
| ×    | アントニオ・メデリン   | 5R終了 判定0-3             | 全日本キックボクシング連盟「Who's Next 02」                                               | 2002年6月16日  |
| ○    | デビッド・ウィルキンス | 1R 2:26 KO（右フック）     | 全日本キックボクシング連盟「VANGUARD」                                                    | 2002年2月15日  |
| ○    | 藤原鉄志               | 3R終了 判定3-0             | 全日本キックボクシング連盟「BULLET」                                                      | 2001年12月9日  |
| ○    | ロベルト・フラミンゴ   | 3R 2:35 KO                 | 全日本キックボクシング連盟「WHO'S NEXT?」                                                 | 2001年6月17日  |
| ○    | 宮本健太郎             | 3R 1:48 KO                 | 全日本キックボクシング連盟「CROSS FIRE-II」                                               | 2001年4月6日   |
| ○    | 安部重男               | 3R終了 判定3-0             | 全日本キックボクシング連盟「BE WILD」                                                     | 2001年2月16日  |
| ○    | 不明                   | 不明                       | RISING SUN                                                                                | 2000年12月     |

## 獲得タイトル
- 第3代全日本キックボクシング連盟ヘビー級王座